# Javier Gracia Carlos
Javier Gracia Carlos, conegut com a Javi Gracia, (Pamplona, 1 de maig de 1970) és un exfutbolista que jugava com a migcampista i entrenador de futbol navarrès.

## Carrera esportiva

### Com a jugador
Format al planter de l'Athletic Club, Gracia no arriba a debutar amb el primer equip. El 1992 marxa a la UE Lleida, on qualla una gran temporada marcant 13 gols en 38 partits. Això crida l'atenció d'equips de la màxima categoria, i és el Reial Valladolid qui es fa amb els seus serveis a l'estiu de 1993.
El navarrès juga dos anys al conjunt castellanolleonès, sent titular en ambdós. El 1995 recala a la Reial Societat. A l'equip donostiarra quallaria dues temporades titular, tot baixant fins a 24 partits a la tercera. La temporada 98/99, perd la titularitat i tot just participa en 15 partits.
A l'any següent s'incorpora al Vila-real CF, amb qui puja a la primera divisió. De nou en màxima categoria, Gracia roman dos anys i mig amb els valencians, però només participa un total de 58 partits, 22 com a titular. Finalitza la temporada 02/03 amb el Córdoba CF. A la temporada següent hi jugarà 21 partits amb els andalusos abans de penjar les botes. En total, Gracia suma 229 partits en primera divisió.

### Com a entrenador
Després de la seua retirada, el navarrès ha seguit vinculat al món del futbol com a entrenador. Ha dirigit el juvenil del Vila-real, el Córdoba, el Pontevedra CF, o el Cadis CF.
El 4 de setembre de 2013 fitxa pel Club Atlético Osasuna com a nou tècnic, per dues temporades. Tot i que al final de la primera volta semblava que l'equip navarrès s'allunyava del descens, va tornar als darrers llocs de la classificació en les últimes jornades de Lliga i va acabar baixant a segona divisió a despit de guanyar el darrer partit. Consumat el descens, va refusar l'opció de continuar a la banqueta del Sadar.
El 30 de maig de 2014, el Màlaga CF confirma la seva arribada com a nou entrenador, com a substitut de Bernd Schuster, i amb un contracte per dues temporades.
El 21 de gener de 2018, Gracia fou nomenat nou entrenador del Watford FC amb un contracte per 18 mesos, després de la dimissió de Marco Silva. Va debutar sis dies després, amb una derrota a fora per 0–1 contra el Southampton FC a la quarta ronda de la FA Cup.
La temporada 2018–19, Gracia va dirigir l'equip amb seguretat en lliga, i fa assolir la final de la FA Cup per primer cop en 35 anys, i per segon cop en la història del club. Fou cessat el 7 de setembre de 2019, després d'un pobre començament de temporada i essent cuer amb només un punt.
Gracia va retornar a la primera divisió espanyola el 27 de juliol de 2020, signant contracte per dos anys amb el València CF. El següent 3 de maig, després d'una derrota a casa per 2-3 contra el FC Barcelona que deixava l'equip en 14è lloc, fou cessat.